# Escola Superior de Tecnologia e Gestão de Bragança
A Escola Superior de Tecnologia e Gestão de Bragança (ESTiG) é uma das cinco escolas que integram o Instituto Politécnico de Bragança e inclui na sua oferta formativa cursos nas áreas das engenharias e das ciências empresariais. A ESTiG dispõe de instalações no Campus de Santa Apolónia que engloba uma área total de 14000 m2.

## História
A Escola Superior de Tecnologia e Gestão de Bragança (ESTiG) foi criada em 1990 e têm vindo a assumir-se como uma das maiores Escolas de Tecnologia e Gestão do país.

## Infraestruturas
O edifício da ESTiG comporta 112 gabinetes de docentes, 1 auditório, 2 anfiteatros, 25 salas de aula, 5 salas de informática, 1 biblioteca e 20 laboratórios, que ocupam uma área global superior a 3000 m2, para além de zonas de convívio e de apoio técnico/administrativo.

## Ensino
No ano lectivo 2012/2013 o ensino na ESTiG divide-se por três graus académicos diferentes: Cursos de Especialização Tecnológica (CETs), Licenciaturas (1º ciclo Bolonha) e Mestrados (2º ciclo Bolonha).
Cursos de Especialização Tecnológica (CETs):
- Análises Químicas e Biológicas
- Condução de Obra
- Contabilidade de Gestão
- Energias Renováveis
- Instalação e Manutenção de Redes e Sistemas Informáticos
- Instalações Elétricas e de Automatização
- Tecnologia e Gestão Automóvel

Cursos de 1º ciclo (Licenciatura):
- Engenharia Biomédica
- Engenharia Civil
- Engenharia de Energias Renováveis
- Engenharia Electrotécnica e de Computadores
- Engenharia Informática
- Engenharia Mecânica
- Engenharia Química e Biológica
- Gestão
- Gestão de Negócios Internacionais
- Informática de Gestão

Cursos de 2º ciclo (Mestrado):
- Contabilidade e Finanças
- Energias Renováveis e Eficiência Energética
- Engenharia da Construção; Engenharia Industrial
- Engenharia Química
- Gestão das Organizações
- Sistemas de Informação
- Tecnologia Biomédica

## Ligações Externas
- Site da ESTiG
- Guia ECTS do IPB
- Descrição e Referências da ESTiG